# 菲尔·凯泽
菲尔·凯泽（英語：Phil Cayzer，1922年5月13日—2015年7月15日），澳大利亚男子赛艇运动员。他曾代表澳大利亚参加1952年夏季奥林匹克运动会赛艇比赛，获得男子八人单桨有舵手铜牌。